# Bataliony saperów
Batalion saperów (bsap) – pododdział wojsk inżynieryjnych różnych rodzajów sił zbrojnych.

## Batalion saperów SZ RP
Batalion saperów brygady ogólnowojskowej wykonuje zadania wsparcia inżynieryjnego na rzecz pododdziałów. Ze swojego składu może wydzielić inżynieryjny posterunek (patrol) rozpoznawczy. Jest predystynowany przede wszystkim do ustawienia przeciwpancernych pól minowych sposobem ręcznym i mechanicznym, urządzenia węzłów zapór i niszczeń, wykonania przejść w zaporach sposobem ręcznym lub wybuchowym, utrzymania dróg istniejących metodą odcinkową, dróg na przełaj, dróg przez rejony zniszczeń, dróg w natarciu i w marszu, wydobywania i oczyszczenia wody i wykonywania prac fortyfikacyjnych.

### Struktura i wyposażenie w 2017

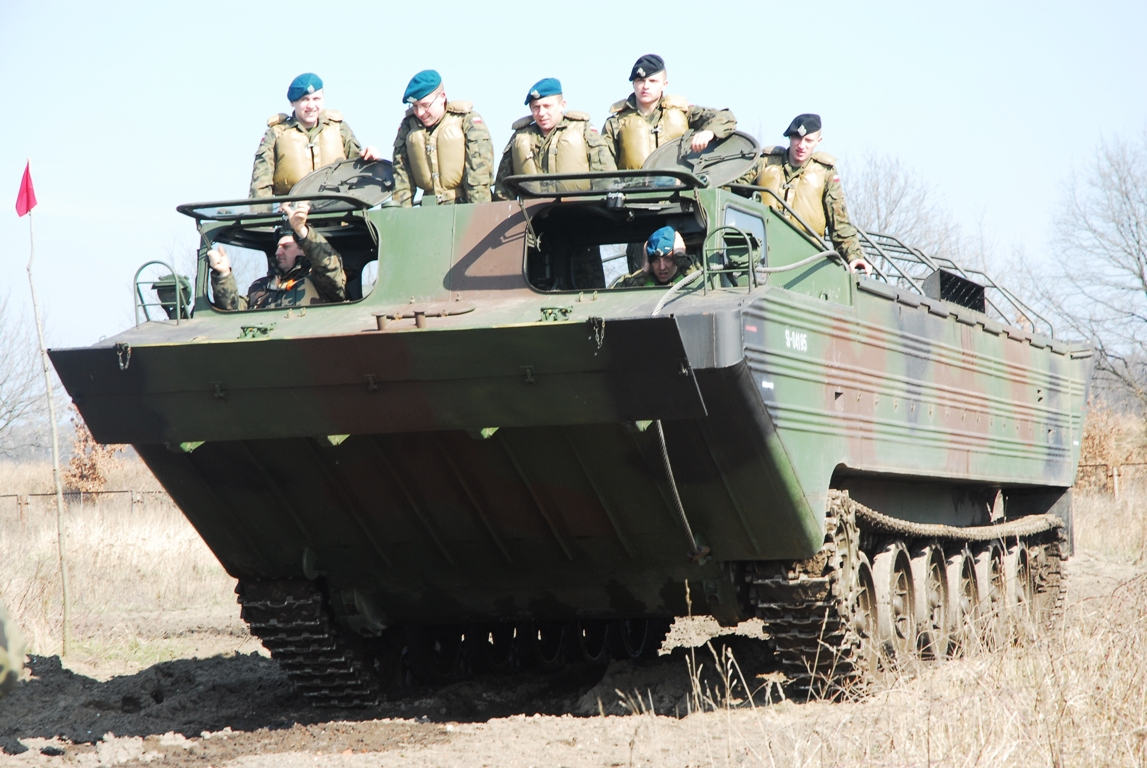
PTS batalionu saperów

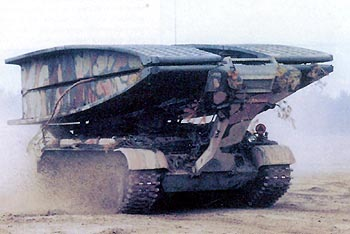
Most towarzyszący BLG-67M2

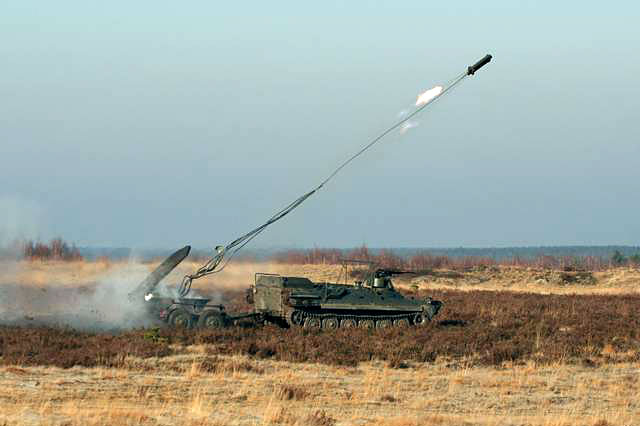
TRI z ŁWD

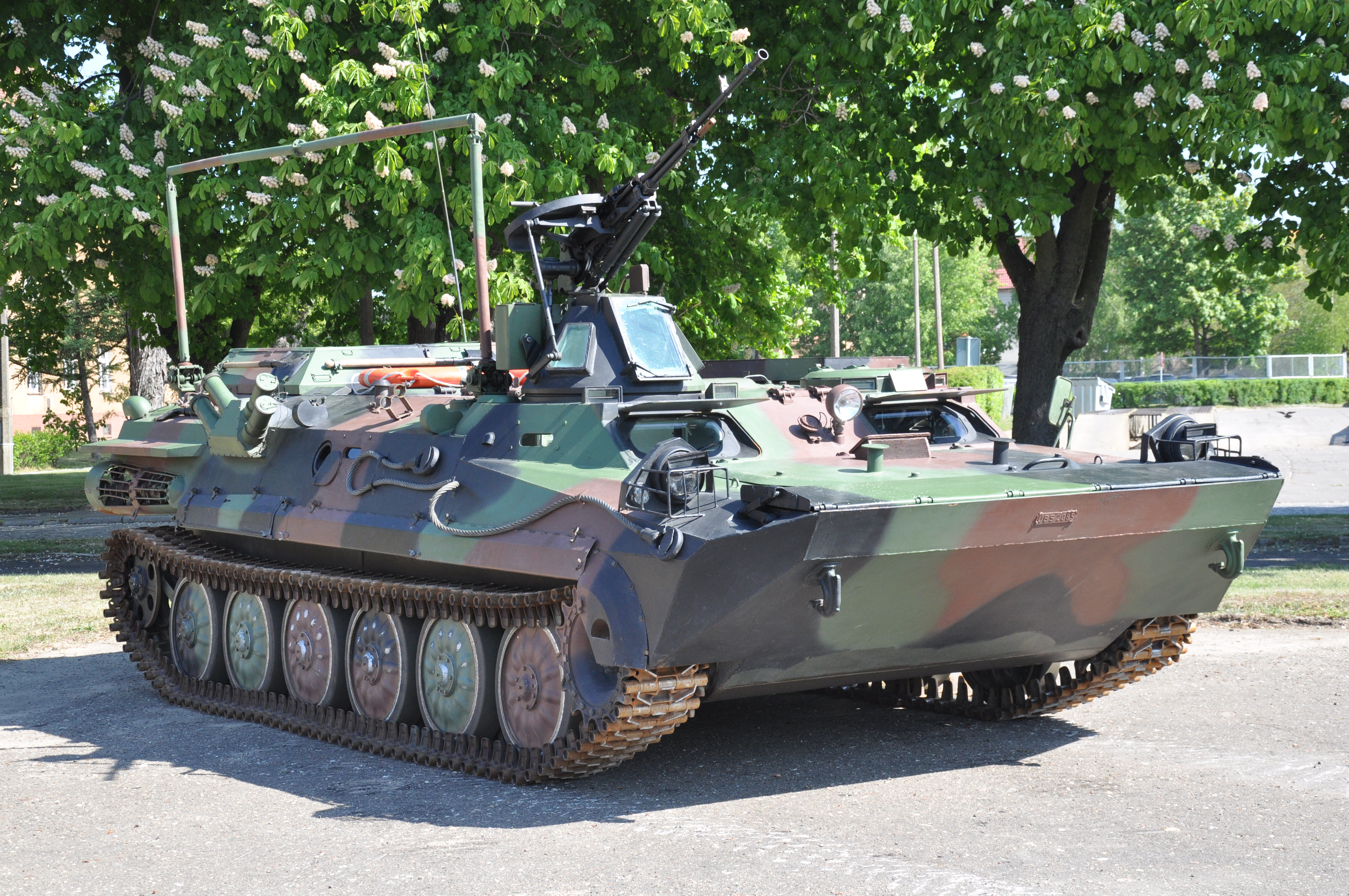
Transporter rozpoznania inżynieryjnegoTRI

- dowództwo batalionu[2][a]
- sztab batalionu

pododdziały
- kompania dowodzenia[3]
  - drużyna zabezpieczenia
  - pluton dowodzenia
  - pluton ochrony i regulacji ruchu
  - pluton rozpoznania inżynieryjnego
- kompania saperów[4][b]
  - drużyna zabezpieczenia
  - drużyna transportowa
  - trzy plutony saperów
    - trzy drużyny saperów

  - pluton rozminowania
    - drużyna rozpoznania inżynieryjnego
    - dwie drużyny rozminowania

  - pluton minowania[c]
    - drużyna transportowa
    - cztery drużyny minowania
- kompania drogowo-mostowa[6][d]
  - drużyna zabezpieczenia
  - drużyna maszyn inżynieryjnych
  - trzy plutony drogowe
    - drużyna maszyn ziemnych
    - drużyna mostowa
    - drużyna drogowa
    - drużyna transportowa
- kompania techniczna[8][e]
  - drużyna zabezpieczenia
  - dwa plutony maszyn inżynieryjnych
    - drużyna koparek
    - drużyna maszyn ziemnych

  - pluton techniczny
    - drużyna elektryczna
    - drużyna traków
    - drużyna techniczna
    - drużyna oczyszczania wody

  - pluton przeprawowy
    - trzy drużyny desantowo-przeprawowe
    - drużyna transportowa
- kompania logistyczna[10]
  - drużyna zabezpieczenia
  - pluton zaopatrzenia
  - pluton remontowy
- zespół zabezpieczenia medycznego

| Wyszczególnienie                       | kdow | ksap | kdm | ktech | bsap |
| -------------------------------------- | ---- | ---- | --- | ----- | ---- |
| transporter rozpoznania inżynieryjnego | 3    | 1    |     |       | 4    |
| komora dekompresyjna                   | 1    |      |     |       | 1    |
| wóz dowodzenia ZWD -3                  | 2    |      |     |       | 2    |
| przyczepny ustawiacz min               |      | 4    |     |       | 4    |
| wyrzutnia ładunków wydłużonych         |      | 3    |     |       | 3    |
| łódź desantowa                         |      | 3    |     | 16    | 19   |
| maszyna inżynieryjno-drogowa           |      |      | 1   |       | 1    |
| uniwersalna maszyna inżynieryjna       |      |      |     | 2     | 2    |
| spycharka szybkobieżna BAT-M           |      |      | 2   |       | 2    |
| transporter pływający gąsienicowy      |      |      | 1   | 9     | 10   |
| most towarzyszący                      |      |      | 3   |       |      |
| równiarka samojezdna                   |      |      | 1   |       |      |
| koparka samochodowa                    |      |      | 3   |       |      |
| trak ciężki                            |      |      |     | 1     | 1    |
| stacja oczyszczania wody               |      |      |     | 1     | 1    |

### Struktura i wyposażenie w 1986
Dywizyjny batalion saperów liczył etatowo 530 żołnierzy.
- dowództwo (3)
- sztab (23)
- pluton dowodzenia (26)								
  - drużyna łączności (7)
  - 3 drużyny rozpoznania inżynieryjnego (5)

razem w plutonie: WD R-2, 3 rdst R-107, 4 rdst R-126, samochód OT, 2 samochody CT, autobus sztabowy, 3 trop;								
- kompania saperów (84)
  - dwa plutony saperów (28)
    - 3 drużyny saperów (9)

  - pluton minowania i niszczeń (23)											
    - 3 drużyny minowania (5)
    - drużyna transportowa (7)

razem w kompanii:13 trop SKOT, 3 przyczepy, 6 wyrzutni ŁWD, 3 pochylnie OZap. 2 samochody CT, 1 rdst R-107, 7 rdst R-126	
- kompania pontonowa (152)
  - dwa plutony pontonowe (42)
    - 2 drużyny pontonowe (11)
    - 2 drużyny samochodowe (9)

  - pluton kutrów (20)
    - 3 drużyny ( 6)

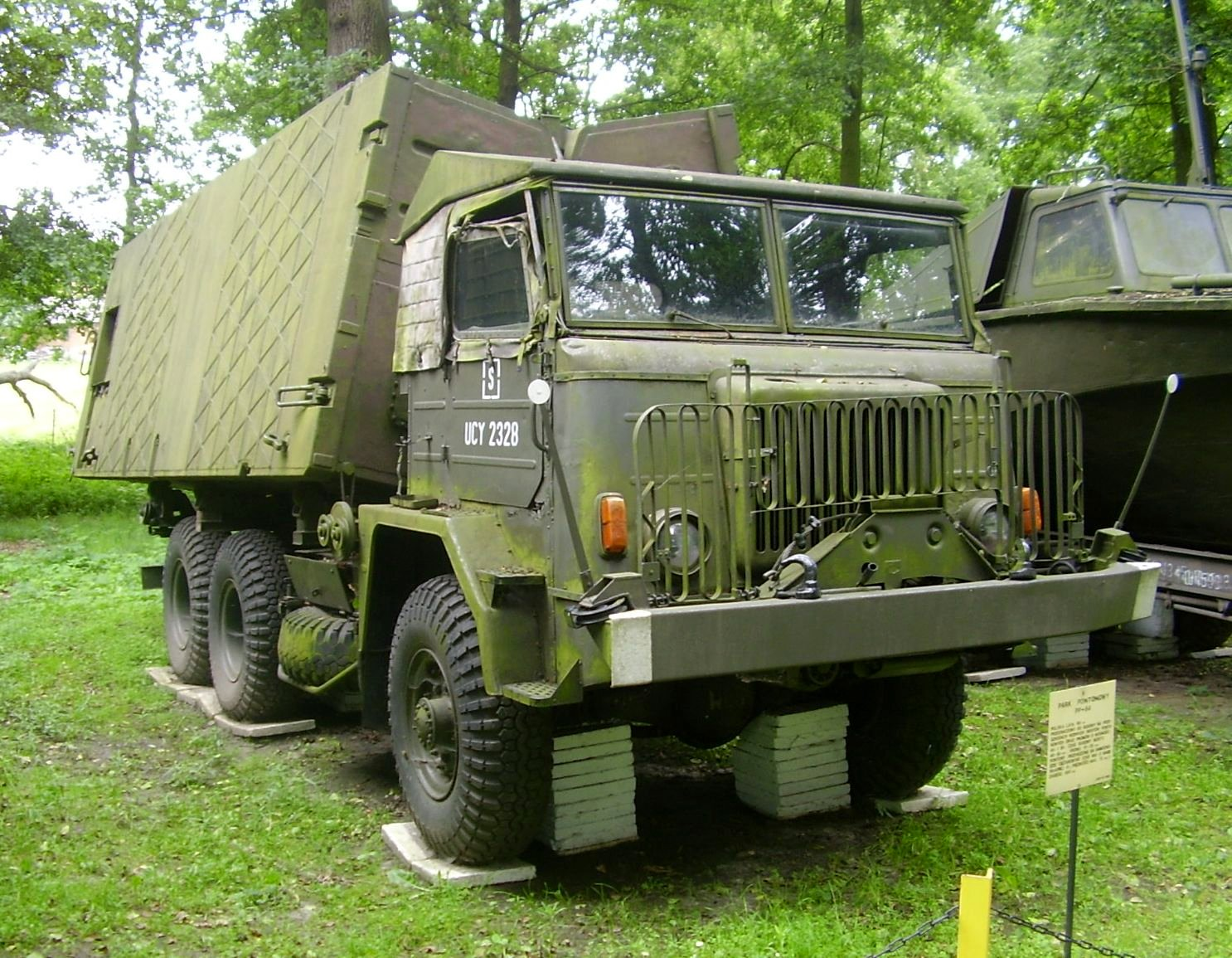
Pontony parku pontonowego PP-64

razem w kompanii: park pontonowy PP-64, 6 kutrów, trop SKOT, 6 samochodów CT, dźwig, 1 rdst R-107, 13 rdst R-126								
- kompania desantowo-przeprawowa (43)
  - pluton PTS (20)
    - 3 drużyny PTS (6)

  - pluton GSP (20)
    - 3 drużyny GSP (6)

razem w kompanii: 9 pływających transporterów samobieżnych PTS, 3 gąsienicowe samobieżne promy

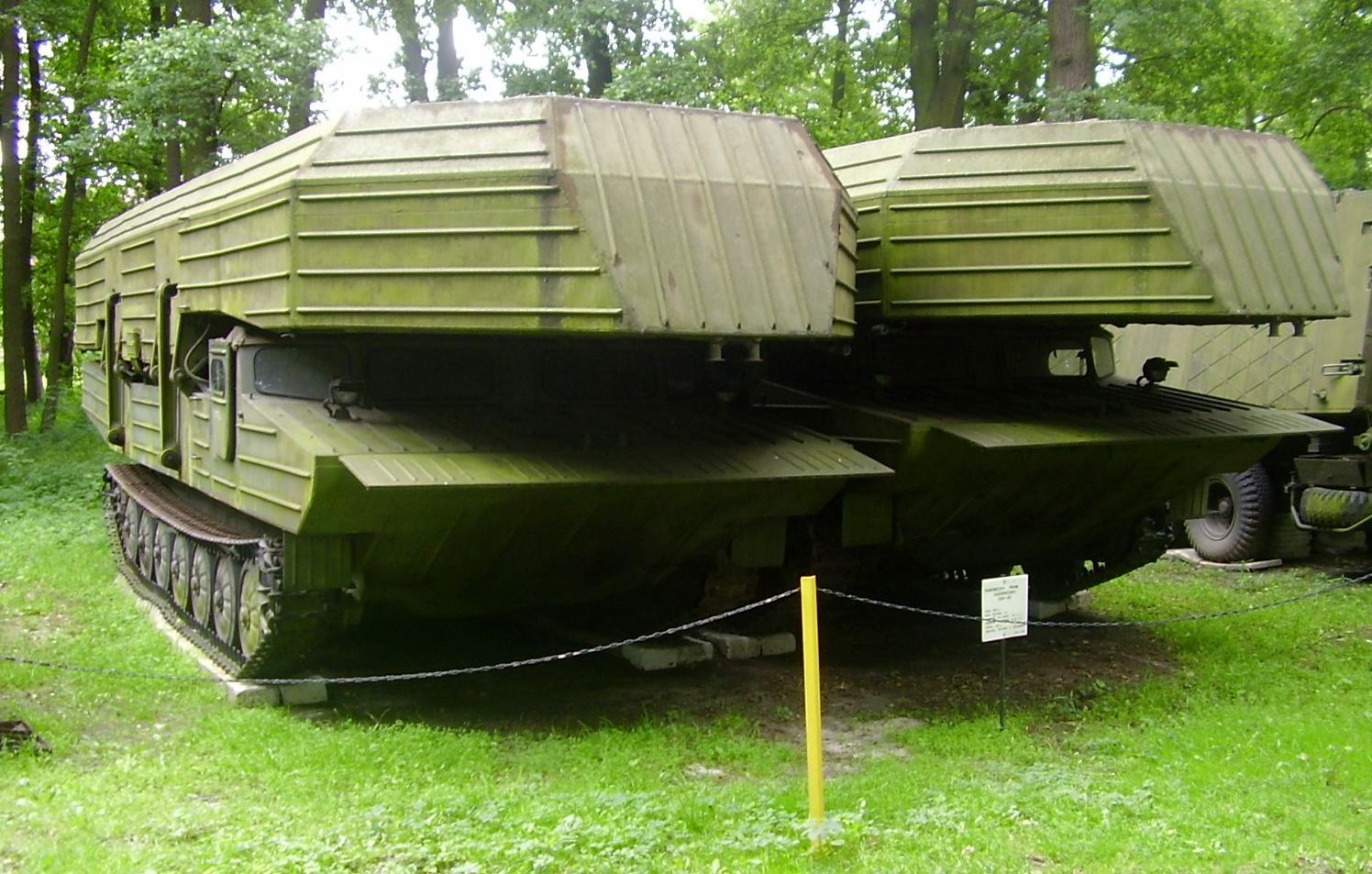
Prom gąsienicowy GSP

- kompania inżynieryjno-drogowa (72)								
  - dwa plutony inżynieryjno-drogowe (16)
  - pluton saperów (20)
    - 2 drużyny saperów (7)
    - drużyna rozpoznawczo-torująca (5)

  - pluton budowy mostów (17)
    - drużyna budowy mostów (8)
    - drużyna przewozu elementów (8)

razem w kompanii: gąsienicowy samobieżny prom GSP, 8 samochodowych mostów towarzyszących SMT, dźwig, UBWP, wyrzutnia ŁWD, 2 spycharki ciężkie, 2 spycharki gąsienicowe, zestaw podpór MTR-50, 5 młotów bezkafarowych, 3 piły spalinowe, transporter opanc. SKOT, 10 samochodów CT, 1 rdst R-107, 3 rdst R-126
- kompania techniczna (61)
  - pluton techniczny (19)
  - pluton tzp (33)
- pluton remontowy (26)
- pluton zaopatrzenia (36)
- pluton medyczny (4)